# Toktokkus tuberculipennis
Toktokkus tuberculipennis (лат.) — вид жуков-чернотелок рода Toktokkus из подтрибы Molurina трибы Sepidiini (Pimeliinae, Tenebrionidae). Афротропика.

## Описание
Жуки-чернотелки средних размеров (длина тела около 2 см). На склоне и боках надкрылий имеют бугорки (без соответствующих волосков) (отсутствуют на диске). Отличается от сородичей по роду относительно небольшим размером (18,0—23,0 мм); надкрыльевые бугорки относительно плотные, почти слитные; бугорки относительно короткие. Микробугорки присутствуют между рядами бугорков, ряды бугорков редко приподняты на гребнях.  Развит расширенный и более широкий у основания эпиплеврит, окружающий пятый вентрит.

## Распространение
Встречается в южной части Афротропики (Намибия).